# Zacharias Melander
Zacharias Melander, född den 11 juli 1681 i Asby, död 1738, var en svensk ämbetsman och borgmästare i Lunds stad. 
Melander var, liksom flera av sina företrädare i borgmästarämbetet i Lund, östgöte. Hans föräldrar var kyrkoherden i Vena socken Sven Melander och dennes hustru Margareta Sundius. Sonen inskrevs först som student vid Uppsala universitet 1701 men överflyttade två år senare till Lunds universitet. Där fick han tämligen direkt även anställning som amanuens vid det akademiska konsistoriet. 
Med början 1707 inlädde Melander en karriär inom staden Lund i det han utsågs till stadsnotarie. Året därpå blev han extra rådman och 1709 ordinarie dito. Efter Olaus Nordsteens död 1728 blev Melander stadens borgmästare och innehade denna post till sin egen död tio år senare. Liksom sina företrädare förenade han detta ämbete med att vara ålderman i stadens Knutsgille. Som sådan stärkte han gillets vid tiden skrala kassa genom att inrikta dess verksamhet mot en inkomstbringande aktivitet som ceremoniellt och praktiskt medverkande vid begravningar i staden. Bland annat införskaffades för detta ändamål år 1733 en likbår prydd med S:t Knuts bild, vilken uthyrdes med god avans.
Melander var gift med Christina Bager (död 1742), dotter till hans rådmannakollega Håkan Christensson Bager. Också makarnas ene son, Sven Wilhelm Melander, blev rådman i Lund (1732-1754) medan den andre, Håkan Cornelius Melander, blev pastor vid Södra skånska infanteriregementet. 
Trots sin höga position i Lund var Melander vid sin död i så små ekonomiska omständigheter att han fick begravas på stadens bekostnad. Han fick sin gravplats i domkyrkans södra sidoskepp. Hans änka erhöll ekonomisk hjälp av Knutsgillet såväl under sin återstående levnad som vid sin begravning.